# 美麗島 (歌曲)
《美麗島》是一首創作於1970年代的台灣校園民歌，歌詞由淡江大學教授梁景峰改編自詩人陳秀喜1973年的詩作〈台灣〉，由李雙澤作曲。被楊祖珺收錄在其1979年發行的專輯《楊祖珺》之中，隨後被行政院新聞局列為禁歌。

## 歷史
李雙澤在1977年夏天完成〈美麗島〉後，生前並沒有發表過這首歌曲；同年9月，李雙澤於台北縣淡水鎮海邊因救人而溺水去世，來不及為自己的作品錄音。在李雙澤告別式的前夜，楊祖珺與胡德夫徹夜整理李氏遺留的手稿，編錄而成。在李雙澤告別式上，此曲首次正式公開。當時台灣流行音樂歌曲發布前必須送交行政院新聞局審查，〈美麗島〉疑似宣揚台獨意識而遭新聞局禁止公開在電視廣播上演唱。
1979年黨外運動人士以此曲之名做為《美麗島雜誌》後，〈美麗島〉便與黨外運動劃上等號，然而當時的黨外人物並非都認同台灣獨立意識，同年9月8日《美麗島雜誌》在臺北市中泰賓館舉辦的創刊酒會突然被保安警察包圍，有人喊著要楊祖珺唱〈美麗島〉帶領大家衝出去，於是楊祖珺帶領大家唱華語的〈美麗島〉，但黨外田孟淑在楊祖珺背後以台灣閩南語說「別唱那豬仔歌啦」，事後引起楊祖珺十分不滿，2012年1月身為外省人的楊祖珺回憶此事，認為田孟淑的行為是福佬沙文主義。

### 傳唱及爭議
1979年12月美麗島事件後，台灣基督長老教會國立成功大學團契學生取得陳秀喜同意，填寫《美麗島》閩南語版歌詞；1980年，行政院新聞局正式將《美麗島》列為禁歌；1990年野百合學運，總指揮范雲率眾合唱《美麗島》；2000年中華民國總統就職典禮，負責規劃總統陳水扁就職慶祝晚會的紙風車劇團團長李永豐找來胡德夫演唱《美麗島》。
1983年台灣端午節，一群想要實踐“詩歌應關懷現實”理念的知識分子聚集在楊渡家，討論籌備“以詩寫史”的現代詩期刊《春風詩刊》。2010年，莫那能回憶：「剛開始我是唱一些大家都知道的歌，像《美麗島》或《少年中國》，很熱鬧。後來不知道什麼時候開始，我就很即興地亂唱，完全是唱出自己心裡的感受。他們聽了，突然就跳起來，說：『這就是詩啦！』」
2003年5月21日，胡德夫在台北市女巫店演唱，楊祖珺時為嘉賓，後來上台與胡德夫再度合唱《美麗島》。2003年10月19日，「2003流浪之歌音樂節」的單元《胡德夫與老朋友》上，楊祖珺擔任神秘嘉賓，胡德夫與楊祖珺合唱的仍是《美麗島》。
2006年百萬人民倒扁運動，胡德夫帶領倒扁群眾合唱《美麗島》。2007年10月4日，淡江大學得野火樂集協助，於淡江大學學生活動中心舉行「唱自己的歌：30年後再見李雙澤紀念演唱會」，陶曉清主持，胡德夫與楊祖珺再次合唱《美麗島》。 
2008年2月，大大樹音樂圖像出版楊祖珺專輯CD《關不住的歌聲：楊祖珺錄音選輯1977─2003》，收錄的《美麗島》是2003年胡德夫與楊祖珺兩人合唱、現場收音的版本。楊祖珺在此專輯中另寫了一篇〈再·見美麗島〉，描述自1970年代《美麗島》面世後，這個社會的變遷與其自身的經歷。
2014年2月19日，陳雨航表示，他曾在一個讀書活動上聽莫那能清唱〈美麗島〉，莫那能開唱前微笑說「我曾經和李雙澤說：當你們（漢人）『篳路藍縷，以啟山林』的時候，也就是我們（臺灣原住民族）族人顛沛流離的時候」。
2015年4月6日，莫那能回憶，他因失業在淡江大學借住半年期間認識李雙澤，某日他陪李雙澤到紅毛港（註：應是紅毛城）畫畫，當天晚上他們一起喝酒，喝著喝著，他開始唱歌，李雙澤對他說「兄弟，我剛寫好一首歌，唱給你聽」，李雙澤唱的歌就是〈美麗島〉。他聽後問李雙澤有關歌詞的問題，「為什麼是水牛、不是台灣黑熊？水牛不是荷蘭人帶過來的嗎」、「為什麼要『以啟山林』？我們的祖先都說不能亂砍樹，要跟大自然共存共榮」，李雙澤開始感到不耐煩；直到他嗆李雙澤「你們一來篳路藍縷，我們就開始顛沛流離」，雙方單挑幾回合，然後又坐在一起邊喝邊聊。

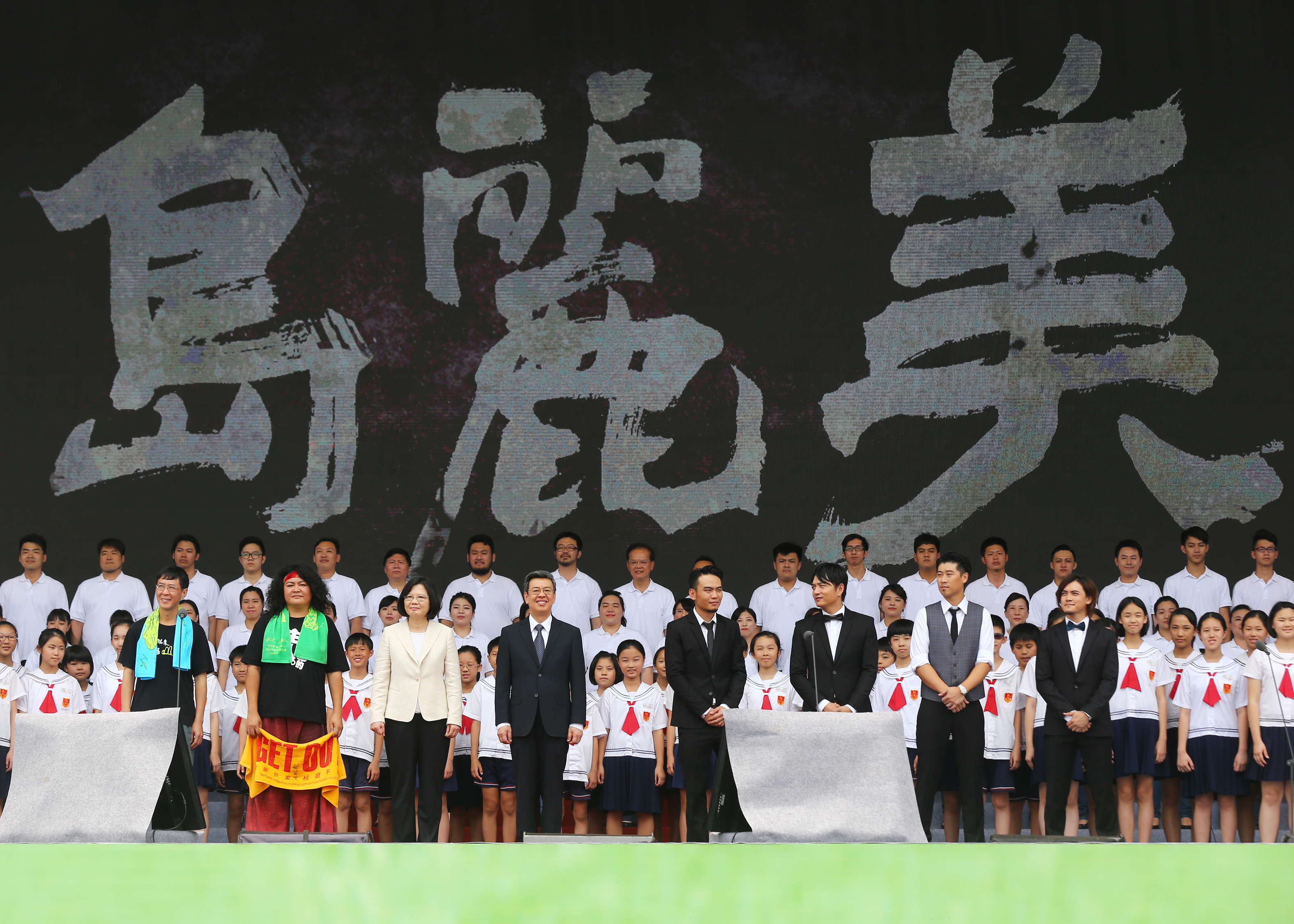
2016年中華民國總統就職典禮，全場合唱《美麗島》

2016年5月20日，2016年中華民國總統就職典禮，總統府外慶祝大會最後，國立實驗合唱團與臺北市松山區敦化國民小學合唱團共同帶領總統蔡英文、副總統陳建仁與全場群眾合唱《美麗島》；但原住民族青年陣線在臉書引《美麗島》歌詞抨擊，典禮中不少橋段仍有漢族沙文主義作祟，「從國民黨『大中國史觀』到民進黨『台灣人史觀』，原住民族跟著你們『篳路藍縷』，我們就『顛沛流離』；你說這是美麗島，啟的都是我們的山林」。高雄醫學大學性別研究所副教授成令方表示，《美麗島》「曾經凝聚了部分『台灣漢人』的認同，挑戰了『嚴懲台獨』的界線／戒限，但輕忽了『原住民主體認同』」。
2017年12月18日，胡德夫的經紀人郭樹楷說，以前有些「奇怪的標籤」貼在胡德夫身上，但胡德夫堅持「歌就是歌」；胡德夫說，他唱的〈美麗島〉無關政治，他在泛藍泛綠的各式活動上都唱過〈美麗島〉，「我的〈美麗島〉唱的就是美麗的台灣，沒有什麼藍綠的」。
2019年6月4日，桃園市空服員職業工會號召包括長榮航空空服員在內超過800人舉辦「台灣工人爭民主、長榮空服爭尊嚴」大遊行，長榮航空空服員高唱〈美麗島〉與〈勞動者戰歌〉。

## 版本
《美麗島》至今翻唱過的版本與年份如下：
1. 1979年　楊祖珺《楊祖珺》專輯（新格唱片發行）
2. 1994年　葉樹茵《非常屬於我》專輯（波麗佳音發行）
3. 2000年　胡德夫《原浪潮》合輯（魔岩唱片發行，收彈唱版與鋼琴演奏版共兩首）
4. 2001年　巴奈·庫穗《美麗之島·人之島》合輯（台灣人權促進會發行，增加台語版）
5. 2005年　胡德夫《匆匆》專輯（參拾柒度製作有限公司發行）[14]
6. 2013年 郭鈞涵、王彙筑、潘雲安、謝宗霖、董兆怡《女朋友。男朋友 電影原聲帶》[15]
7. 2017年《他們在畢業的前一天爆炸2》插曲
8. 2021年

## 註解
1. ↑  何豪毅. . 《時報周刊》第1768期. 2012-01-13  [2015-09-05].
2. ↑  何定照. . 聯合報. 2007-07-16.
3. ↑  莫那能口述，劉孟宜錄音整理，呂正惠編輯校訂，《一個台灣原住民的經歷》，人間出版社2010年5月初版一刷，ISBN 978-986-6777-19-6，第230頁。
4. ↑  .   [2016-07-11]. （原始内容存档于2014-09-07）.
5. ↑  陳雨航. . 中國時報. 2014-02-19  [2020-04-04].
6. ↑  莫那能. . 祖靈之邦. 2000-12-26  [2016-07-11]. （原始内容存档于2016-08-09）. (19)70年代中，我在淡江結識的朋友、民歌手李雙澤，為救小孩而溺死淡水河口。那天，當我在殯儀館中面對他浮腫的屍體，想起在紅毛城、山豬寮、淡水河邊的那段日子，我看著他畫畫，他唱他作的民歌，我唱排灣族的民歌……；我悲從中來，對著他的屍體大聲唱起原住民哀悼亡靈的歌，卻把管理員嚇愣了，當我要唱第二首時就被阻止了。此文由莫那能口述、盧思岳採訪整理，收錄於楊澤主編《七○年代懺情錄》（時報文化1994年12月出版，ISBN 9571314749）。
7. ↑  莫那能. . 秋鬥：左翼連結. 2015-04-06  [2016-07-10]. （原始内容存档于2016-07-02）.
8. ↑  林人芳. . 今日新聞網. 2016-05-20  [2016-05-20]. （原始内容存档于2016-06-03）.
9. ↑  網搜小組. . 東森新聞雲. 2016-05-20  [2016-07-11]. （原始内容存档于2016-08-20）.
10. ↑  政治中心. . 民報. 2016-05-20  [2016-05-20]. （原始内容存档于2016-05-23）.
11. ↑  張君玫著，《後殖民的賽伯格：哈洛威和史碧華克的批判書寫》，群學出版2016年6月一版，ISBN 978-986-92803-3-4，成令方推薦序〈理解「我們」的島嶼經驗〉。
12. ↑  金其琪. . 報導者. 2017-12-18  [2018-11-04]. （原始内容存档于2018-11-04）.
13. ↑  張智琦. . 苦勞網. 2019-06-04  [2019-07-07]. （原始内容存档于2019-07-07）.
14. ↑  .   [2012-02-14]. （原始内容存档于2012-05-08）.
15. ↑  .   [2014-03-22]. （原始内容存档于2014-03-22）.